# Alvino Rey
Alvino Rey (eigentlich Alvin McBurney, * 1. Juli 1908 in Oakland; † 26. Februar 2004 in Salt Lake City, Utah) war ein
US-amerikanischer Jazz-Gitarrist und Bandleader des Swing, der auch als „Vater der Pedal Steel Guitar“ bekannt wurde und Verdienste bei der Entwicklung der elektrischen Gitarre hatte. In seinen Bands spielten Musiker wie Al Cohn, Paul Desmond, Mel Lewis, Charles Mingus, Bud Shank, Cal Tjader und Kai Winding.

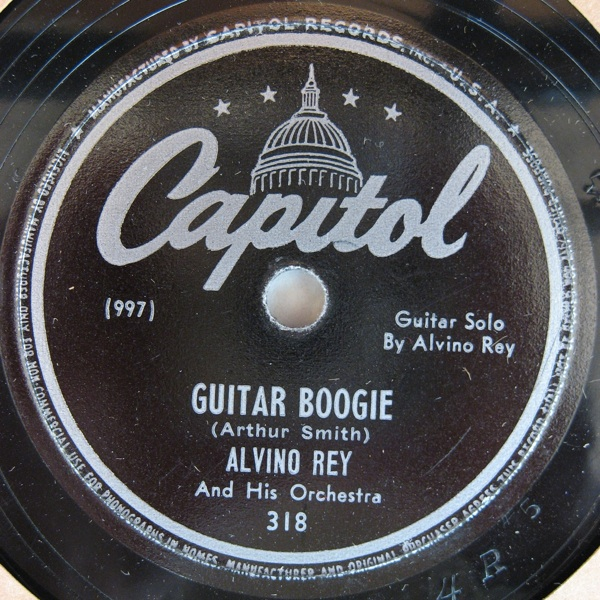
Capitol-78er Alvino Rey „Guitar Boogie“

## Leben und Wirken
Alvin McBurney, der später den Künstlernamen Alvino Rey annahm, wurde in Oakland, Kalifornien geboren, aber seine Familie zog nach Cleveland, Ohio, als er zehn Jahre alt war. Er begann zunächst mit dem Banjospiel, beschäftigte sich dann als Jugendlicher mit der elektrischen Verstärkung der Gitarre. Seine Profikarriere begann 1927, als er mit Ev Jones spielte. Dann arbeitete er bei Phil Spitalny und spielte in seinem Orchester elektrische Gitarre. In dieser Zeit studierte er Gitarrenspiel bei dem Vaudevillekünstler Roy Smeck.
McBurney spielte dann in weiteren Bands, etwa bei Russ Morgan und Freddie Martin.
Seinen Künstlernamen Alvino Rey nahm er an, als er mit Phil Spitalneys Orchester in New York City Ende 1929 auftrat, beeinflusst von der gerade populären lateinamerikanischen Musik. Von Januar 1932 an bis zu Beginn des Jahres 1939 spielte Alvino Rey Pedal-Steel-Gitarre und Spanische Gitarre in Horace Heidts Band, Horace Heidt And His Musical Knights. Mit seinen auffallenden Sound war er zu dieser Zeit ein Pionier auf seinem Instrument.
Im Frühjahr 1935 wurde Rey von der Gitarrenbau-Firma Gibson Guitar Corporation engagiert, einen Prototyp für einen Pickup mit den Ingenieuren der Lyon & Healy Company in Chicago herzustellen, der auf seinem eigenen, für das Banjo entwickelten Pickup basierte. Das Ergebnis wurde dann für Gibsons erste elektrische Gitarre, die ES-150 verwendet.
Der Prototyp ist nun im Experience Music Project Museum in Seattle ausgestellt. 1939 entwickelte Rey noch ein spezielles Karbon-Mikrophon, um den Klang seiner elektrischen Gitarre zu verändern.
1938 kam es zur Auflösung der Horace Heidt-Band; Rey gründete eine eigene Formation mit den King Sisters als Leadsängerinnen und dem Saxophonisten Frank De Vol und arbeitete mit ihr vorwiegend in Los Angeles; die Band war Hausband beim Mutual Broadcasting System und arbeitete in dieser Zeit mit Künstlern wie Johnny Mandel, Skeets Herfurt, Neal Hefti, Dave Tough, Mel Lewis, Don Lamond, Alfred Burt und drei von Woody Hermans künftiger Saxophonsektion Four Brothers zusammen, mit Al Cohn, Zoot Sims und Herbie Steward. Als Arrangeure arbeiteten Nelson Riddle, George Handy, Billy May, Ray Conniff und DeVol für die Band.

Alvino Rey – Idaho

1941 trat die Gruppe anstelle von Dinah Shore im New York’s Paramount Theater, was zu einem großen Erfolg führte: Kurz danach war Reys Band eine der populärsten Bands in den Staaten; sie erreichten zehn Top-Ten-Hits und hatten Auftritte in einigen Hollywood-Filmen. Größter Hit war der von Jesse Stone komponierte Titel Idaho, am 19. September 1941 aufgenommen und mit einem dritten Rang einer seiner best platzierten Hits. 1942 erweiterte Rey die Blechbläsersektion seines Orchesters; 1943 spielte kurzzeitig der Bassist und spätere Bandleader Charles Mingus in Reys Band.
Wegen des Musiker-Streiks musste Rey schließlich die Band aus ökonomischen Gründen auflösen. Viele Musiker wurden auch durch die Mobilmachung im Zweiten Weltkrieg aus der Band abgezogen. Rey arbeitete in dieser Zeit als Mechaniker bei einer Lockheed-Flugzeugfabrik in Burbank. 1944 ging Rey zur Kriegsmarine und leitete eine Band in der Truppenbetreuung. 1946 gründete er ein neues Orchester. Die Band bekam bei Capitol Records einen Plattenvertrag und produzierte sogleich mit einer Cover-Version von Slim Gaillards „Cement Mixer“ einen Hit-Erfolg. Mit seiner Version des Titels Near You gelang ihm 1947 der letzte seiner insgesamt fünf Top-Ten-Erfolge in den US-Single-Charts. Reys Band spielten unter anderem Hal McKusick, Bud Shank (1949), Bob Gordon und Paul Desmond (1951); Bob Graettinger arbeitete als Arrangeur für ihn. Dennoch musste Rey die Big Band auflösen, und Rey arbeitete in den 1950er Jahren mit kleineren Combos, meist in Süd-Kalifornien und gelegentlich mit seinem Schwager Buddy Cole.
Ende der 1950er Jahre arbeitete Rey als musikalischer Leiter der King Sisters und Begleitmusiker für das Vokalensemble Kirby Stone Four. 1965 übertrug der Sender ABC der Band eine Show. Danach arbeitete Rey an Projekten mit Künstlern wie Juan García Esquivel, George Cates und The Surfmen.
Anfang der 1970er Jahre zog Rey, der seit 1968 der Glaubensgemeinschaft der Mormonen angehörte, mit seiner Ehefrau Luise nach Salt Lake City, Utah. Dort gründete er ein Jazzquartett, mit dem er in lokalen Klubs, aber auch in Disneyland auftrat und war 1987 auch als Missionar auf Hawaii tätig. 1994 zog sich Rey aus dem Berufsleben zurück. Er starb 2004 und wurde auf dem Cypress Lawn Memorial Park in Colma bestattet.

## Auszeichnungen und Preise
Rey wurde 1978 als erster in die amerikanische Steel Guitar Hall of Fame aufgenommen.